# Синюшина гора
Синю́шина Гора (неофициальное название — Синюшка) — крупный микрорайон на западе Иркутска, расположен в Свердловском административной округе на левом берегу Ангары.
По главным автомагистралям микрорайона (бульвару Рябикова, улицам Маршала Конева и Сергеева) проходит участок федеральной трассы М55 «Байкал» азиатского маршрута AH6 Москва — Владивосток, за счет действия которого автомобильное движение в районе является одним из самых загруженных в городе.
На территории Синюшиной горы расположено множество индустриальных объектов, в числе которых Иркутский масложиркомбинат — крупнейший в Сибири и на Дальнем Востоке. С северо-востока расположена крупная грузо-пассажирская железнодорожная станция Кая, обеспечивающая доставку топлива на Ново-Иркутскую ТЭЦ, действуют городская клиническая больница №10 и областная инфекционная больница.
На территории района расположены торговый центр «Ручей», ТРЦ Мистер Икс, ТРЦ Сильвер Молл.